# Álvaro Uribe Vélez
Álvaro Uribe Vélez (Medellín, 4 de juliol de 1952) és un advocat i polític colombià. Fou President de Colòmbia en els períodes 2002-2006 i 2006-2010. Uribe és advocat de la Universitat d'Antioquia i va cursar estudis en administració, gerència i negociació de conflictes en l'Educació d'Extensió de la Universitat Harvard; i és membre sènior associat del St Anthony's College de la Universitat d'Oxford.
Va tenir diferents càrrecs en les Empreses Públiques de Medellín, el Ministeri de Treball de Colòmbia i en Aeronàutica Civil. Va ser alcalde de Medellín (1982), Senador de la República (1986-1994) i Governador d'Antioquia (1995-1997), sent elegit president de la República de Colòmbia l'any 2002 i reelegit l'any 2006.
De tendència liberal, però dissident d'aquest partit, Uribe es va presentar en les eleccions presidencials de Colòmbia de 2002, recolzat pel moviment Primero Colombia, aconseguint imposar-se als seus adversaris amb el 54% dels vots favorables. El seu mandat es va caracteritzar per la lluita contra el terrorisme i el narcotràfic sota la política de seguretat democràtica, un programa de govern que va ser finançat en part pel Plan Colombia i que va rebre crítiques dels sectors de l'oposició i la dissidència. Va promoure la seva reelecció i va ser reelegit l'any 2006 després d'haver aconseguit l'aprovació de la reforma constitucional de 2005, que li va donar via lliure a la reelecció.
Durant la seva presidència, els segrestos es van reduir de 2283 a 213 casos per any i els homicidis van disminuir dels 29000 als 16000. La inflació era del 7% l'any 2002, passant a un 2% al final del seu mandat. La taxa d'atur va passar de quasi el 16% al 11% i la inversió estrangera directa va passar dels 2.000 milions US$ anuals als 7.000 milions US$ en el mateix període. El producte interior brut va créixer del 4.47% a l'any i Colòmbia va ser un dels únics 3 països que van tenir creixement econònmic positiu durant la crisi mundial de 2008. Alhora, el govern d'Uribe va avançar apropaments de pau amb diferents faccions del conflicte armat a Colòmbia com l'ELN, les 
FARC i les AUC, després dels processos anteriors al seu govern er part de l'Església Catòlica i altres sectors de la societat. D'aquests apropaments es va generar la desmobilització dels grups paramilitars que va incloure la Llei de Justícia i Pau. Entre 2002 i 2010 es van desmobilitzar prop de 53810 membres de grups guerrillers i paramilitars de manera individual o col·lectiva.
No obstant això, el seu govern ha estat criticat per diverses organitzacions a causa de presumptes violacions dels drets humans. Tant és així que l'ONG Human Rights Watch ha comminat el govern dels Estats Units a expressar la seva preocupació per aquest tema. A més, diverses persones properes a Uribe han estat empresonades i altres tenen processos judicials, per casos com la Yidispolitica, en què es van comprar vots en el congrés per aprovar la reelecció, o Agro Ingreso Seguro, en que propietaris de terres van fraccionar els seus predis per accedir a múltiples subsidis, i el de les "chuzadas" del DAS, en què es van interceptar comunicacions telefòniques i es van realitzar seguiments a opositors. També es va criticar que les xarxes d'informants posaven en risc i convertien la població en actors del conflicte; i l'any 2018, el Tribunal Superior d'Antioquia va demanar iniciar una investigació contra Álvaro Uribe per la seva possible relació amb les massacres paramilitars i els seus possibles nexes amb el paramilitarisme.
En política internacional, va donar suport a la guerra contra el terrorisme tal com la va impulsar George Walker Bush. Malgrat l'oposició interna, el govern va donar suport diplomàtic a la invasió de l'Iraq de 2003. Després d'acabar el seu mandat presidencial, l'any 2014 va ser elegit senador en la llista tancada per Centre Democràtic, partit fundat i liderat per ell mateix. L'any 2016 va ser el principal líder de la campanya pel No en el plebiscit sobre els acords de pau en què la campanya pel No va guanyar per un estret marge.